# Isla San Miguel (California)
Isla San Miguel es la más occidental de las Islas del Canal de California (Archipiélago del Norte), situada al otro lado del Canal de Santa Bárbara en el Océano Pacífico, en el Condado de Santa Bárbara, California. San Miguel es la sexta más grande de las ocho islas del Canal con 9.325 acres (37,74 km²), incluyendo islotes y rocas circundantes. La isla Prince, a 700 m (2.300 pies) en la costa noreste, mide 35 acres (14 ha) de superficie. La isla, en su extensión más larga, alcanza las 8 millas (13 kilómetros) de largo y 3,7 millas (6,0 km) de ancho.